# Olympische Sommerspiele 2020/Gewichtheben – Federgewicht (Männer)
Das Gewichtheben der Männer in der Klasse bis 67 kg (Federgewicht) bei den Olympischen Sommerspielen 2020 in Tokio fand am 25. Juli 2021 im Tokyo International Forum statt. Es traten 14 Athleten aus 14 Ländern an.
Der Wettkampf bestand aus zwei Teilen: Reißen (Snatch) und Stoßen (Clean and Jerk). Die Athleten traten in zwei Gruppen zuerst im Reißen an, bei dem sie drei Versuche hatten. Gewichtheber ohne gültigen Versuch schieden aus. Im Stoßen hatte wieder jeder Athlet drei Versuche. Der Athlet mit dem höchsten zusammenaddierten Gewicht gewann. Im Falle eines Gleichstandes hätte das geringere Körpergewicht den Ausschlag gegeben.

## Titelträger
| Weltmeister     | Reißen    | Feng Lyudong   | 153 kg | WM 2019 in Pattaya     |
| Weltmeister     | Stoßen    | Pak Jong-ju    | 188 kg | WM 2019 in Pattaya     |
| Weltmeister     | Zweikampf | Chen Lijun     | 337 kg | WM 2019 in Pattaya     |
| Olympiasieger * | Zweikampf | Óscar Figueroa | 318 kg | 2016 in Rio de Janeiro |

## Rekorde

### Bestehende Rekorde
| Weltrekord | Reißen    | Huang Minhao | 155 kg | Tokio, Japan      | 6. Juli 2019       |
| Weltrekord | Stoßen    | Pak Jong-ju  | 188 kg | Pattaya, Thailand | 20. September 2019 |
| Weltrekord | Zweikampf | Chen Lijun   | 339 kg | Ningbo, China     | 21. April 2019     |

Das Gewichtheben der Männer fand bisher bei keinen Olympischen Sommerspielen in der Gewichtsklasse bis 67 kg statt. Daher gab es vor den Spielen in Tokio noch keine olympischen Rekorde in dieser Klasse.

### Neue Rekorde
| Olympischer Rekord | Stoßen    | Chen Lijun | 187 kg | Tokio, Japan | 25. Juli 2021 |
| Olympischer Rekord | Zweikampf | Chen Lijun | 332 kg | Tokio, Japan | 25. Juli 2021 |

Für einen olympischen Rekord im Reißen hatte die International Weightlifting Federation bei der Anpassung der Gewichtsklassen 2018 einen olympischen Standard von 151 kg festgesetzt. Der Kolumbianer Luis Javier Mosquera war mit 151 kg im Reißen zwar der Wettkampfbeste in dieser Disziplin, dieses Gewicht reichte jedoch nicht zur Aufstellung eines olympischen Rekordes.

## Zeitplan
- Gruppe B: 25. Juli 2021, 11:50 Uhr (Ortszeit)
- Gruppe A: 25. Juli 2021, 19:50 Uhr (Ortszeit)

## Endergebnis
| Rang | Athlet                       | Nation     | Gr. | Kgw.  | Reißen (kg) | Reißen (kg) | Reißen (kg) | Reißen (kg) | Stoßen (kg) | Stoßen (kg) | Stoßen (kg) | Stoßen (kg) | Zweikampf |
| Rang | Athlet                       | Nation     | Gr. | Kgw.  | 1           | 2           | 3           | Gesamt      | 1           | 2           | 3           | Gesamt      | Zweikampf |
| ---- | ---------------------------- | ---------- | --- | ----- | ----------- | ----------- | ----------- | ----------- | ----------- | ----------- | ----------- | ----------- | --------- |
| 1    | Chen Lijun                   | China      | A   | 66,85 | 145         | 150         | 151         | 145         | 175         | 187         | —           | 187         | 332       |
| 2    | Luis Javier Mosquera         | Kolumbien  | A   | 66,85 | 148         | 151         | 151         | 151         | 175         | 180         | 180         | 180         | 331       |
| 3    | Mirko Zanni                  | Italien    | A   | 66,95 | 145         | 150         | 150         | 145         | 172         | 177         | 177         | 177         | 322       |
| 4    | Han Myeong-mok               | Südkorea   | A   | 66,90 | 142         | 147         | 149         | 147         | 167         | 174         | 174         | 174         | 321       |
| 5    | Talha Talib                  | Pakistan   | A   | 66,95 | 144         | 147         | 150         | 150         | 166         | 166         | 170         | 170         | 320       |
| 6    | Adhamjon Ergashev            | Usbekistan | A   | 67,00 | 139         | 139         | 144         | 139         | 173         | 184         | 184         | 173         | 312       |
| 7    | Mitsunori Konnai             | Japan      | A   | 66,95 | 135         | 135         | 135         | 135         | 165         | 172         | 178         | 172         | 307       |
| 8    | Goga Tschcheidse             | Georgien   | B   | 66,95 | 133         | 133         | 138         | 133         | 164         | 169         | 173         | 169         | 302       |
| 9    | Deni                         | Indonesien | A   | 66,75 | 135         | 135         | 140         | 135         | 166         | 171         | 171         | 166         | 301       |
| 10   | Jonathan Muñoz               | Mexiko     | B   | 66,85 | 135         | 139         | 139         | 135         | 163         | 163         | 170         | 163         | 298       |
| 11   | Tojonirina Andriantsitohaina | Madagaskar | B   | 66,00 | 130         | 130         | 138         | 130         | 155         | 165         | 165         | 155         | 285       |
| 12   | Ruben Katoatau               | Kiribati   | B   |       | 105         | 110         | 110         | 105         | 132         | 140         | 145         | 140         | 245       |
| —    | Muhammed Furkan Özbek        | Türkei     | A   | 66,70 | 142         | 145         | 145         | 142         | 173         | 173         | 173         | —           | —         |
| —    | Bernardin Matam              | Frankreich | A   | 66,95 | 132         | 135         | 138         | 135         | 171         | 171         | 172         | —           | —         |